# Kaiseraugst
Kaiseraugst is een gemeente en plaats in het Zwitserse kanton Aargau en maakt deel uit van het district Rheinfelden.
Kaiseraugst telt 5.526 inwoners.
De plaats ligt dicht bij het antieke Augusta Raurica, dat grotendeels is ontwikkeld tot een archeologisch park.